# محاصره کوکب الهوا
محاصره کوکب الهوا (انگلیسی: Siege of Belvoir Castle) در اواخر سال ۱۱۸۷ به وقوع پیوست که نیروهای صلاح‌الدین قلعه و دژ شوالیه‌های مهمان‌نواز، کوکب الهوا، به محاصره خود درآوردند و در نهایت پس از یکسال موفق به مسخر کردن قلعه شدند.